# Ян Порохницький
Йоан Порохницький, гербу Корчак (пол. Jan Andrzej Próchnicki, 1553—1633) — католицький релігійний діяч, латинський архієпископ у Кам'янці на Поділлі та Львові. Автор родинної хроніки, меценат і бібліофіл. Представник спольщеного українського роду Порохницьких.

## З життєпису
Є версії про українське та польське походження його роду. Зокрема, своїми предками вважав Бибельських гербу Корчак. Батько — Стефан, дідич Никловичів, матір — дружина батька Зофія з Нарайовських гербу Яніна.
Навчався у Краківському, Інґольштадському, може, Болонському, у 1591 — Падуанському (1 серпня обраний «консиліяром» польської нації, у 1592 році покинув місто в оршаку єпископа Юрія Радзивілла) університетах. Після виїзду з Італії залишився при дворі кардинала Ю. Радзивілла, перейшов у духовний стан, від патрона отримав свячення, «презенту» на посаду краківського каноніка, яким став 1 червня 1594.
У червні 1615 р. освятив каплицю Боймів (або Страстей Христових). «Протектор» заповіту померлого Мартина Кампіана.
Мав конфлікт з деякими львівськими райцями (зокрема, Март. Кампіаном, Еразмом Сикстом, Вольфовичем, Якубом Шольцом) стосовно маєтності Сигнівок, а потім відлучив їх від церкви. Оголошуючи це рішення з амвона Львівської латинської катедри, викликав протест парафіян, які силоміць стягнули його звідти. Тоді архієпископ відлучив ще й львів'ян і наказав замкнути костели міста, внаслідок чого львів'яни-католики почали відвідувати богослужіння й в українських (православних) храмах. Зрозумівши, що не варто надалі продовжувати конфлікт, скасував свої попередні вироки.
Був похований у Латинській катедрі у Львові, де йому встановили пам'ятний «надгробок» зліва від головного вівтаря, усунутий під час реконструкції храму за архієпископа Вацлава Сераковського. Нині на цьому місці розташована таблиця з епітафією Сераковському У своєму заповіті склав докладне меню для власних поминок..